# Bucarest Ring
Le Bucarest Ring est un ancien circuit temporaire de sports mécaniques situé à Bucarest, en Roumanie.

## Histoire
Le circuit a été tracé par l'architecte allemand Hermann Tilke.
Utilisé de 2007 à 2008, il a accueilli le Championnat FIA GT, le Championnat de Grande-Bretagne de Formule 3 et le Championnat d'Europe FIA GT3. À noter la venue de la coupe Dacia Logan.

## Palmarès

### Championnat FIA GT
| Année | FIA GT1             | FIA GT1        | FIA GT1            | FIA GT2         | FIA GT2     | FIA GT2      |
| Année | Pilotes             | Pilotes        | Voiture            | Pilotes         | Pilotes     | Voiture      |
| ----- | ------------------- | -------------- | ------------------ | --------------- | ----------- | ------------ |
| 2007  | Andrea Bertolini    | Andrea Piccini | Maserati MC12      | Toni Vilander   | Dirk Müller | Ferrari F430 |
| 2008  | Jean-Denis Delétraz | Marcel Fässler | Chevrolet Corvette | Andrew Kirkaldy | Robert Bell | Ferrari F430 |
| 2008  | Jean-Denis Delétraz | Marcel Fässler | Chevrolet Corvette | Andrew Kirkaldy | Robert Bell | Ferrari F430 |

### Championnat de Grande-Bretagne de Formule 3
| Année | Course 1        | Course 2          |
| ----- | --------------- | ----------------- |
| 2007  | Marko Asmer     | Sam Bird          |
| 2008  | Brendon Hartley | Jaime Alguersuari |

## Galerie

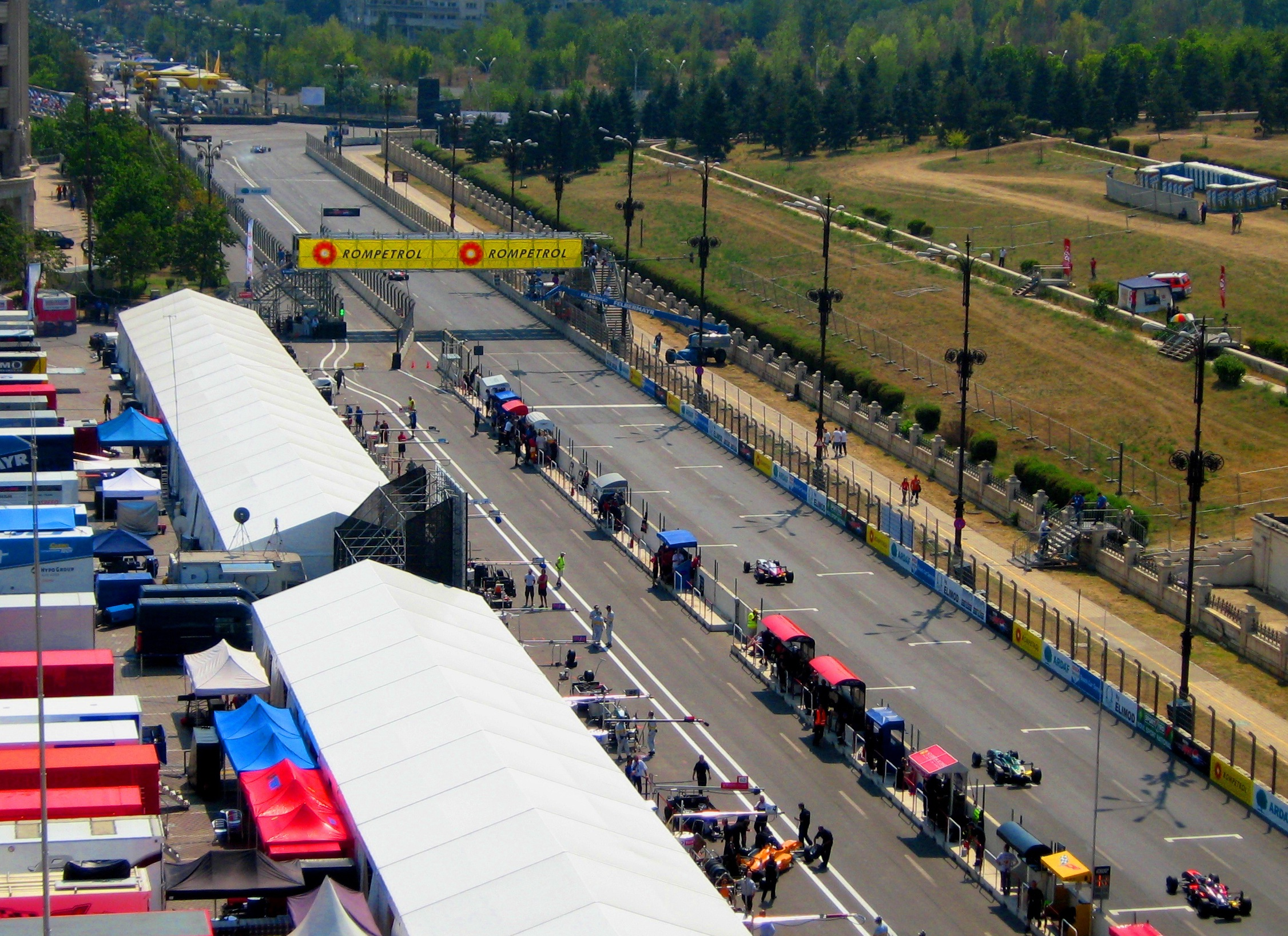
La ligne droite de départ.
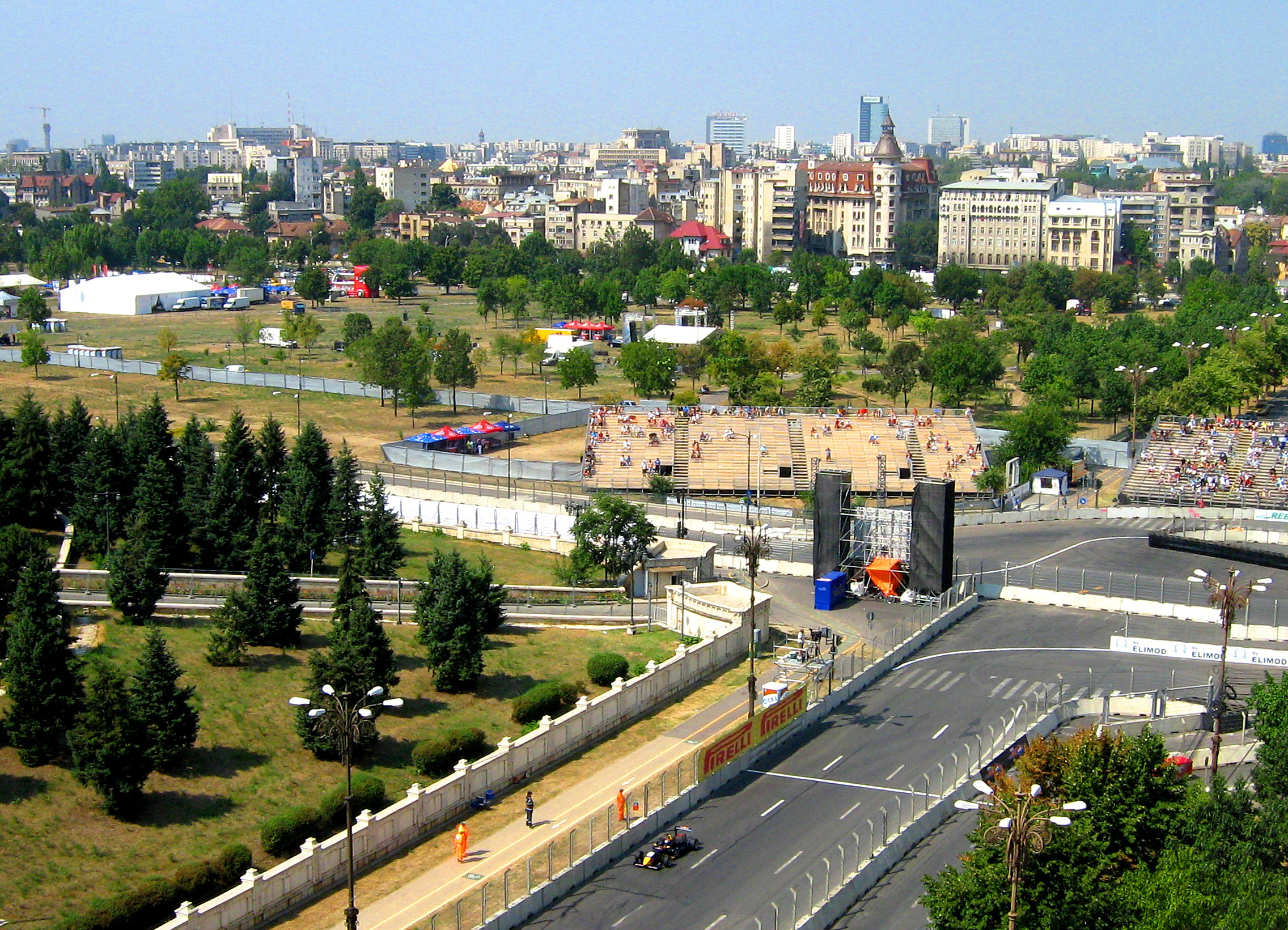
Le Bucharest City Challenge 2008.